# SIEV X

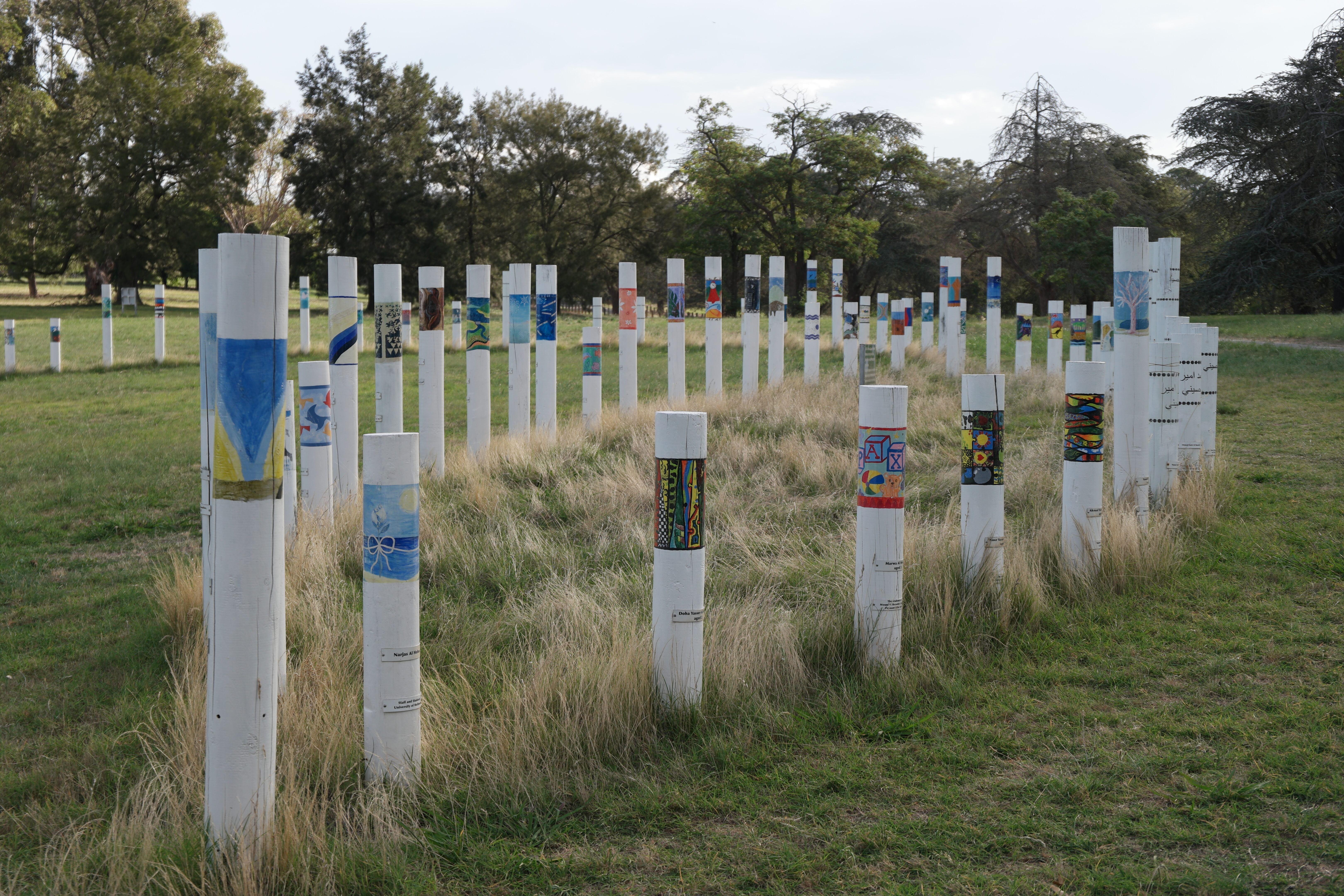
Stelen auf dem SIEV-X-Friedhof, die den Umriss der SIEV X nachbilden

Die SIEV X war ein kleines, etwa 19,5 × 4,0 Meter großes, namenloses Fischerboot aus Holz, das am 19. Oktober 2001 mit mehr als 400 Boatpeople besetzt war, als es etwa 70 Kilometer südlich von Java sank. 353 Menschen ertranken, darunter 70 Kinder. Weder ein australisches noch ein indonesisches Schiff, der für die Seenot zuständigen Stellen der australischen oder indonesischen Regierung, wurde zum Unfallort zur Rettung von Überlebenden entsandt. Lediglich 45 Personen konnten überleben, weil sie von indonesischen Fischern gerettet wurden.
Die SIEV X war mit Asylsuchenden auf dem Weg zur etwa 1700 Kilometer entfernten australischen Weihnachtsinsel. Als das Fischerboot sank, befand es sich zwar in internationalen Gewässern, die auch als eine Ausschließliche Wirtschaftszone Indonesiens in deren Zuständigkeitsbereich liegt. Dieses Seegebiet wird allerdings zusätzlich auch durch Australien überwacht, da die damalige liberalkonservative Regierung unter Premierminister John Howard jeden Versuch einer Einreise von Boatpeople in australische Gewässer unterbinden wollte, nachdem sie eine restriktive Politik, genannt Pazifische Lösung, ausgerufen hatte.

## Politischer Hintergrund

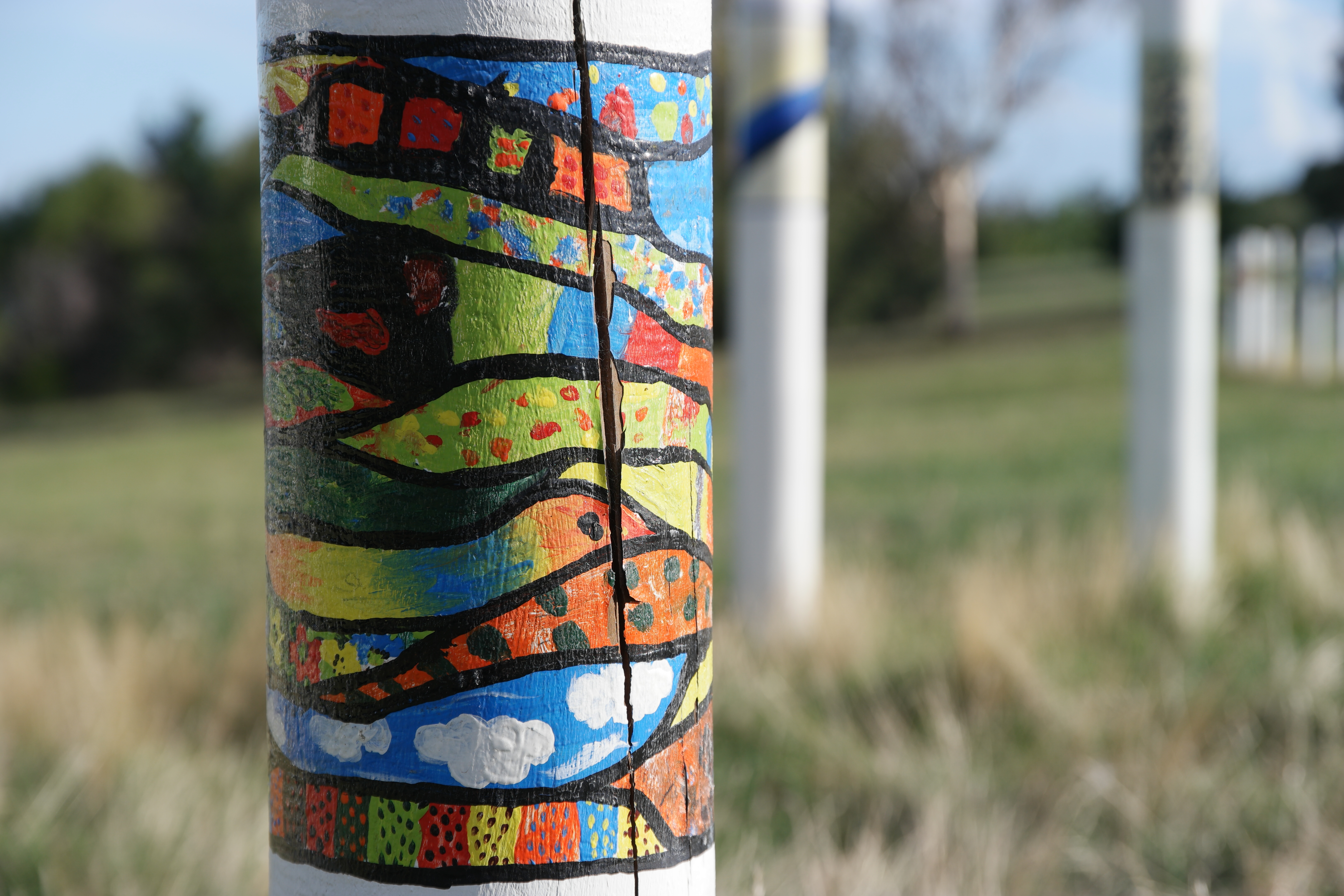
Gestaltetes Detail an einer Stele

In dem australischen Politikkonzept der Pazifischen Lösung werden Schiffe mit Boatpeople wegen irregulärer Einreisen auf See aufgebracht und entsprechend mit einem Akronym SIEV und mit laufenden Nummern versehen. Dies geschah erstmals nach der Tampa-Affäre, ein Vorfall im August 2001, der zu einer diplomatischen Krise zwischen Australien und Norwegen geführt hatte. Das Akronym SIEV bedeutet Suspected Irregular Entry Vessel (Verdacht auf unregelmäßige Einfahrt). Im ersten Jahr der Anwendung der Pazifischen Lösung von August bis Ende Dezember 2001 ereigneten sich 14 sogenannte SIEV-Vorfälle, wobei das Flüchtlingsschiff SIEV X besonders tragisch endete.
Die Tampa-Affäre im August 2001 hatte zu einer erheblichen Verschärfung der Migrations- und Asylpolitik Australiens geführt. Bereits im Oktober 2001 zerbrach und sank ein indonesisches Fischerboot, die SIEV 4 aus Holz, als es von der HMAS Adelaide, einem australischen Kriegsschiff, ins Schlepptau genommen worden war. Dabei kam kein Mensch zu Schaden. Allerdings bezichtigte der Premierminister John Howard die Boatpeopleder SIEV 4, dass sie Kinder über Bord geworfen hätten, was sich später als eine Behauptung wider besseres Wissen herausstellte. Dieser Vorgang wurde als Children Overboard Affair bekannt. Dieses Ereignis und der Untergang der SIEV X ereigneten sich im Vorfeld der Parlamentswahlen in Australien am 10. November 2001 und hatten vermutlich großen Anteil am Wahlsieg von Howard.

## Ablauf
Bevor das Boot am 18. Oktober ablegte, verließen es 20 Personen, weil ihnen die Fahrt auf diesem Boot als zu gefährlich erschien. Auf dem Boot, das maximal Platz für 150 Personen hatte, befanden sich Asylsuchende Iraker, Iraner, Afghanen, Palästinenser und Algerier. Den australischen Behörden war der Zeitpunkt des Ablegens, der Ablegehafen und das Flüchtlingsboot des Fluchthelfers Abu Qussey bekannt.
Die SIEV X legte am 18. Oktober 2001 in Bandar Lampung in Indonesien mit 421 Boatpeople an Bord ab und sank in einem Sturm am 19. Oktober 2001 um 14:00 Uhr etwa 70 Kilometer von Java entfernt. Zu diesem Zeitpunkt war die australische Fregatte HMAS Arunta etwa 150 Seemeilen entfernt. Der Ort des Schiffsuntergangs liegt in internationalen Gewässern, aber auch in einer Ausschließlichen Wirtschaftszone Indonesiens. 20 Stunden nach dem Untergang konnten am 20. Oktober 2001 lediglich 44 Überlebende von dem indonesischen Fischerboot Indah Jaya Makmur gerettet werden. 12 Stunden später rettete ein weiteres Fischerboot, die Surya Terang, den 45sten Überlebenden.

## Untersuchungskommission
Zum Untergang wurde im Februar 2002 eine Untersuchungskommissionen vom Australischen Parlament eingerichtet. Warum weder indonesische noch australische Regierungsstellen Rettungsmaßnahmen für die sinkende SIEV X einleiteten, ist bis heute nicht geklärt. Die australischen Regierungsstellen hatten Informationen über die SIEV X, kannten und verfolgten den Kurs dieses Schiffs.
Bemerkenswert sind in diesem Zusammenhang die Aussagen von Geretteten, dass sie nach Sinken des Bootes von anderen Booten mit Suchlichtern umgeben gewesen seien. Möglicherweise waren dies Boote der indonesischen Marine oder des Grenzschutzes. Warum diese Boote keine Hilfe leisteten, ist unklar. Gesichert ist, dass keine australischen Schiffe in der Nähe des Schiffsunglücks waren oder entsandt worden waren. Australische Stellen unternahmen am zweiten Tag des Untergangs keinen Rettungsversuch, obwohl ein Flugzeug australischer Regierungsstellen, eine Lockheed P-3, am 20. Oktober um 10:46 Uhr über den Unglücksort geflogen war und die Besatzung zweifellos Menschen im Wasser erkannt haben musste.

## SIEV-X-Friedhof und Nachwirken

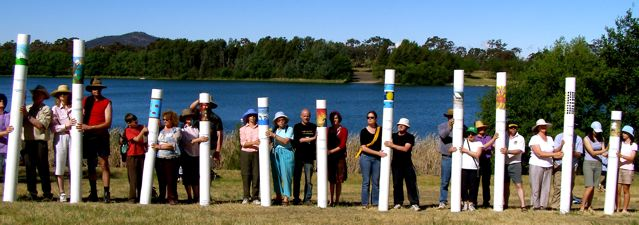
Aufstellung der Stelen am 15. Oktober 2006

Mitglieder der Uniting Church in Australien arbeiteten seit dem Jahr 2003 an einem Projekt, das an die Opfer und Überlebenden des Untergangs der SIEV X erinnern soll. Es wurde zunächst ein temporärer Friedhof am Kurrajong Point auf der Yarralumla Peninsula im Weston Park in Canberra errichtet. Der Friedhof erinnert mit 353 weißen und teilweise bemalten Stelen an die Opfer, die von Schulen, Kirchen und Gemeinschaften aus allen Gebieten Australiens gestaltet wurden. An der Gestaltung der Stelen beteiligten sich mehr als 1000 Personen und etwa 300 Schulen und Gemeinschaften. Mehr als die Hälfte der Ertrunkenen sind im Übrigen nicht namentlich bekannt. Die Regierung des Australian Capital Territory unterstützte das Vorhaben und der Chief Minister Jon Stanhope eröffnete den temporären Friedhof im Oktober 2006 feierlich. Bis zuletzt versuchte die Howard Regierung, dieses Projekt zu stoppen. Im Jahr 2007 gelang es, diesen Friedhof dauerhaft zu installieren.
Weitere Friedhöfe, die an die SIEV X erinnern, gibt es auf Christmas Island, in Hobart auf Tasmanien und an zahlreichen Schulen, die an diesem Projekt Anteil haben.